# 内山斉
内山 斉（内山 齊、うちやま ひとし、1935年2月6日 - 2022年2月2日）は、読売新聞グループ本社顧問、同社元代表取締役社長、日本新聞協会会長、第13代横綱審議委員会委員長。位階は正三位。

## 経歴・人物
北海道札幌市出身。北海道札幌西高等学校、日本大学文学部社会学科卒業。1957年4月、読売新聞社入社。地方部を中心に記者として活動する。制作局を担当していた当時、印刷拠点の分散化を経営トップに進言して功績が認められる。のちに渡邉恒雄から後継者指名を受ける。
2022年2月2日21時48分、心不全のため、東京都内の病院で死去。86歳没。同日付をもって正三位に叙され、旭日大綬章を受章した。

## 読売新聞入社後の略歴
- 1957年 - 読売新聞社入社
- 1986年 - 編集局次長
- 1987年 - 編集局総務
- 1988年 - 制作局長
- 1989年 - 役員待遇 制作局長
- 1990年 - 取締役制作局長
- 1991年 - 常務取締役制作局長
- 1991年 - 常務取締役社長室長
- 1992年 - 常務取締役社長室長・広報担当
- 1994年 - 専務取締役社長室長・関連会社担当
- 1998年 - 取締役副社長 販売・関連会社担当
- 2000年 - 代表取締役副社長 販売・関連会社担当
- 2001年 - 代表取締役副社長
- 2002年 - 読売新聞グループ本社取締役統括、読売新聞東京本社代表取締役社長[2]
- 2004年 - 読売新聞グループ本社代表取締役社長[2]
- 2005年 - 横綱審議委員会委員に就任
- 2009年 - フランス共和国レジオン・ドヌール勲章オフィシエを受章[2]
- 2011年 - 読売新聞グループ本社代表取締役社長を退任し、顧問に就任、後任は白石興二郎
- 2022年 - 2月2日死去。